# O Clube (3.ª temporada)
A terceira temporada de O Clube foi exibida na OPTO de 9 de outubro a 27 de novembro de 2021, tendo a narração de Jessica Athayde e Matilde Reymão.
Conta com Lourenço Ortigão, Jessica Athayde, Luana Piovanni, José Raposo, Vera Kolodzig, Matilde Reymão, Maria Dominguez, Ana Marta Ferreira, Beatriz Godinho e Índia Branquinho no elenco principal.

## Sinopse
Maria abriu uma casa exclusiva e disputa os clientes com Kiko, que trouxe o perfume de Ibiza para as noites de Lisboa.
A morte de Cátia traz ao clube Teresa, uma jornalista que se finge de acompanhante de luxo para investigar os segredos que se escondem por detrás dos vícios privados dos poderosos no mundo da noite.
Chega também ao clube a namorada de Kiko, a Madalena, que se apaixona por um playboy e por isso vai andar metida nesse mundo, apesar de não ser acompanhante. E também Rita, que chega ao clube para ganhar dinheiro para sustentar o filho, escondendo do marido que veio trabalhar para a noite.

## Elenco

### Elenco principal
| Ator/Atriz         | Personagem                   |
| ------------------ | ---------------------------- |
| Lourenço Ortigão   | Francisco «Kiko» Gomes       |
| Jessica Athayde    | Teresa Matias/Anabela        |
| Luana Piovanni     | Michele Faria                |
| José Raposo        | Alberto Viana                |
| Vera Kolodzig      | Maria Santos                 |
| Matilde Reymão     | Carlota Mendes/Cátia Batista |
| Maria Dominguez    | Madalena Cortez              |
| Ana Marta Ferreira | Rita Oliveira                |
| Beatriz Godinho    | Renata Bravo                 |
| Índia Branquinho   | Beatriz Azevedo/Eliane       |

### Elenco regular
| Ator/Atriz        | Personagem       |
| ----------------- | ---------------- |
| Vasco Lello       | Sérgio Gonçalves |
| Vítor Silva Costa | Ricardo Oliveira |
| Rui Santos        | João Tavares     |

### Participação especial
| Ator/Atriz      | Personagem          |
| --------------- | ------------------- |
| Ricardo Carriço | Fernando «Nandinho» |

### Elenco adicional
| Ator/Atriz        | Personagem           |
| ----------------- | -------------------- |
| Gonçalo Cabral    | Eusébio Damas        |
| Kapinha           | Roberto              |
| Heitor Lourenço   | Jorge Correia        |
| Silvío Nascimento | Fernando Pedrosa     |
| Rui Luís Brás     | António Pires        |
| Frederico Barata  | Fábio                |
| Romeu Costa       | Martim Rodrigues     |
| Salvador Sobral   | Javier «Javi» Flores |

## Episódios
| # | ## | Título                                     | Realização por                                | Escrito por | Exibição original      | Exibição na SIC         |
| --- | -- | ------------------------------------------ | --------------------------------------------- | ----------- | ---------------------- | ----------------------- |
| 16 | 1  | "Quem são estas mulheres?"                 | Joana de Bastos Rodrigues e Patrícia Sequeira | João Matos  | 9 de outubro de 2021   | 2 de fevereiro de 2025  |
| Um corpo surge em Monsanto. É uma mulher do Clube. O que lhe terá acontecido? É o que Teresa vai tentar descobrir. Rita chega ao Clube. Para ela é uma questão de sobrevivência. Maria gere a Match, uma casa de luxo, para clientes exclusivos. No Clube, Kiko já começou a mudar as coisas, para desagrado de Viana e alegria de Michele.                                |    |                                            |                                               |             |                        |                         |
| 17 | 2  | "O que torna uma mulher uma acompanhante?" | Joana de Bastos Rodrigues e Patrícia Sequeira | João Matos  | 16 de outubro de 2021  | 9 de fevereiro de 2021  |
| A morte de Cátia abala todos e pode trazer consequências para Maria e para o Clube. Teresa toma uma decisão radical. Rita conhece Kiko e começa a perceber o que os homens esperam dela. Madalena procura Kiko no Clube e causa problemas. À Match chegam políticos que exigem o maior sigilo. Renata é a mulher que todos querem.                                         |    |                                            |                                               |             |                        |                         |
| 18 | 3  | "Todos os segredos têm um limite"          | Joana de Bastos Rodrigues e Patrícia Sequeira | João Matos  | 23 de outubro de 2021  | 16 de fevereiro de 2025 |
| Teresa começa a perceber o que é ser uma das mulheres do Clube. Rita descobre que se sente bem na noite. Correia pressiona Maria por causa da morte de Cátia. Numa noite de anjos e demónios, as sortes correm de feição para Kiko e mal para Maria, que se vê sem mulheres. O segredo de Rita está prestes a ser descoberto.                                              |    |                                            |                                               |             |                        |                         |
| 19 | 4  | "É mais fácil ter uma vida dupla"          | Joana de Bastos Rodrigues e Patrícia Sequeira | João Matos  | 30 de outubro de 2021  | 23 de fevereiro de 2025 |
| Teresa começa a perceber melhor quem era Cátia e como era a sua vida no Clube. Rita tem de enfrentar as consequências da descoberta de Ricardo e a sua permanência no Clube fica em risco. Nandinho conhece Michele. A relação de Madalena e Kiko deteriora-se e Sérgio apoia-a. Um vídeo revela a vida dupla de duas figuras públicas e pode justificar a morte de Cátia. |    |                                            |                                               |             |                        |                         |
| 20 | 5  | "Mandam os fortes"                         | Joana de Bastos Rodrigues e Patrícia Sequeira | João Matos  | 6 de novembro de 2021  | 2 de março de 2025      |
| Teresa começa a apertar o cerco aos clientes de Cátia, mas sofre os dissabores de vestir a pele de uma acompanhante de luxo. Ricardo sofre as consequências de enfrentar Kiko. Rita percebe que o seu futuro no Clube está comprometido para sempre. Nandinho revela a Michele o seu maior segredo. Kiko percebe que não pode fugir ao passado.                            |    |                                            |                                               |             |                        |                         |
| 21 | 6  | "Os monstros do passado"                   | Joana de Bastos Rodrigues e Patrícia Sequeira | João Matos  | 9 de novembro de 2021  | 9 de março de 2025      |
| Um erro de Renata põe em risco a sua vida. Javi pressiona Kiko e leva-o a tomar medidas desesperadas. Madalena canta no Clube e as coisas acabam mal. Rita estreia-se na Match e conhece Martim. Teresa percebe que o seu disfarce não vai durar para sempre, mas consegue um avanço importante na sua investigação.                                                       |    |                                            |                                               |             |                        |                         |
| 22 | 7  | "O silêncio ensurdecedor"                  | Joana de Bastos Rodrigues e Patrícia Sequeira | João Matos  | 20 de novembro de 2021 | 16 de março de 2025     |
| Teresa aperta o cerco a Maria e à Match. Madalena sente-se usada por Kiko e passa ao ataque. |    |                                            |                                               |             |                        |                         |
| 23 | 8  | "Públicas virtudes, vícios privados"       | Joana de Bastos Rodrigues e Patrícia Sequeira | João Matos  | 27 de novembro de 2021 | 23 de março de 2025     |
| Teresa termina a investigação à morte de Cátia, mas terá descoberto a verdade? O Clube volta a estar em risco. |    |                                            |                                               |             |                        |                         |